# Когерис
Когерис (каз. Көкөріс) — село в Сырымском районе Западно-Казахстанской области Казахстана. Входит в состав Булдуртинского сельского округа. Код КАТО — 275839302.

## Население
В 1999 году население села составляло 473 человека (241 мужчина и 232 женщины). По данным переписи 2009 года, в селе проживало 328 человек (172 мужчины и 156 женщин).